# Буров, Олег Петрович
Буров Олег Петрович (фр. Oleg Bourov; 11 октября 1942 года, Москва) — советский и французский скульптор, художник-нонконформист, живет и работает в Овер-сюр-Уаз, Франция. Умер 4 марта 2025 года Овер-сюр-Уаз. Франция

## Биография
С 1962 года занимался в изостудии при ДК-ЗИЛ скульптурой и рисунком под руководством скульптора, профессора института им. Сурикова, Ю. Яковлева. В дальнейшем продолжил изучение скульптуры самостоятельно, параллельно учился в МАРХИ (1965—71) и работал в Центральных научно-реставрационных мастерских Музея древнерусской культуры и искусства им. А. Рублёва под руководством главного архитектора Л. А. Давида. Участвовал  в исследовательских экспедициях по Тверской области, разрабатывая проекты реставрации разрушенных церквей и монастырей.
С 1972 года, не оставляя занятия скульптурой, работал главным архитектором Всероссийского общества охраны памятников истории и культуры в московском Высоко-Петровском монастыре.
Начиная с 1975 года занимался исключительно скульптурой. После создания Московского объединенного комитета профсоюза художников-графиков на Малой Грузинской улице, стал первым из скульпторов, выставлявших большие работы на обоих ежегодных салонах.
В июле 1983 года переехал во Францию. Министерство культуры страны предоставило ему мастерскую в муниципалитете Овер-сюр-Уаз, месте, тесно связанном с именами выдающихся художников второй половины XIX века, таких как Сезанн, Писарро и Ван Гог. 

## Творчество
В своих работах Олег Буров старался быть свободным от политики и не выполнял официальных заказов. Поиск пластического языка художника развивался в течение нескольких периодов. Начало творчества было связано с русской традицией архитектура-храм-икона и самовыражением в пластике. Затем автор нашел способ передачи через скульптуру силы и энергии природы, которая сама организует форму каждого дерева, реки и камня. Скульптор не воспроизводит то, что уже почувствовал заранее, а отображает явление чувств в сам момент действа. В более поздних работах художника органические линии уточняют свое направление, образуя поток энергии.

## Основные выставки
- 1966 — персональная выставка в музее Скрябина, Москва
- 1975 — персональная выставка в Высоко-Петровском монастыре (Петровка, 28)
- 1976-81 — участие в выставках Горкома графиков
- 1983 — «Буров и Снегур», квартирная выставка у В. Мещерского
- «Буров и Волохов», квартирная выставка у Н. Смуровой
- 1985 — Galerie Sculpture, Париж
- 1986 — Galerie Gerard Laubie, Париж
- «La Sculpture est une Féte», Château de Vasceuil, Нормандия
- Salon «Figuration Critique», Анверс, Бельгия
- 1986-88 — Salon «Figuration Critique», Париж
- 1987 — «Tête à tête», Гарш, Франция
- «Festival International de Sculpture», Museo del Parco, Италия
- «Sculpture, Danse et Poésie», Турин, Италия
- 1988-1989 — «Galerie Art 2 I», Париж
- 1989 — «Contemporary Russian Art», Брюссель, Бельгия
- 1990 — «Modern Art Gallery», Монако
- «Quatre Artistes de Russie», Париж
- Salon «MAC 2000», Grand Palais, Париж
- 1997 — «Sculpture et Dessin», Нара, Япония
- 1999 — Salon «Coup de Cœur», Брюссель
- 2005 — Mimi Ferzt Gallery, Нью-Йорк, США
- 2008 — «Москва - Нью-Йорк = Параллельная игра», Художественный музей Челси, Нью-Йорк, США
- FINE ART Gallery, Москва, персональная выставка[1]
- 2010 — «Born in the USSR — Maдe in France», Париж[2]

## Работы находятся в собраниях
Работы Олега Бурова находятся в частных собраниях; в Художественном фонде Татьяны и Натальи Колодзей (Kolodzei Art Foundation, Inc., USA); в Интернациональном собрании современной скульптуры, Кальяри, Италия; Museо del Parco, Портофино, Италия; музее Джейн Вурхис Зиммерли при кампусе Нью-Брансуик Рутгерского университета в Нью-Джерси, США; Собрании современного искусства музея Добиньи, Овер-сюр-Уаз, Франция; в церкви св. Максима, Антони, Франция; и других.